# 桑义兰早期人类遗址
桑义兰早期人类遗址是位于印度尼西亚爪哇岛的考古发掘地，也是印尼的世界遗产之一。根据联合国教科文组织1995年的报告，科学家认为桑义兰遗址同中国的周口店北京人遗址、澳大利亚的威兰德拉湖区、坦桑尼亚的奥杜瓦伊峡谷和南非的斯泰克方丹化石遗址“都是研究人类化石的最佳地点”，而桑义兰遗址的发现“比其他遗址更加丰富”。
桑义兰遗址位于中爪哇省梭罗以北约15公里，占地约56平方公里，在行政区划上归两个县管辖。数百万年前，此地形成了半圆状的隆起，之后在裸露的地层中发现了丰富的史前遗迹。

## 历史
1883年，荷兰古人类学家欧仁·杜布瓦在桑义兰进行了最初的调查。但他没有发现太多值得研究的化石，故改道东爪哇特立尼尔，在那里有了重大发现。1934年，德国古生物学家、地质学家G·H·R·冯·孔尼华开始研究桑义兰遗址，发现了爪哇人化石。1977年，印尼政府在桑义兰划定56平方公里的保护区。1996年，联合国教科文组织评定桑义兰早期人类遗址为世界文化遗产之一。多年来，多位印尼专家也参与了桑义兰遗址的研究工作。
2011年12月，桑义兰遗址博物馆开放，至2014年开通了四个展厅，涵盖整个遗址。

## 问题
自从桑义兰遗址发掘以来，盗采和非法贸易问题就一直如影相随。当地村民有时从遗址中挖出化石，卖给附近的买家。1992年颁布关于文物遗产的第5号法律后，对非法采掘的行为受到更严格的控制；然而近年来这些现象仍有发生。2010年，一名美国公民在桑义兰被捕，其卡车上的箱子和麻袋中装有43种化石，估计市值约200万美元。随后印尼媒体也开始讨论对桑义兰遗址的开发并未给当地农民带来任何实质利益。